# 사우스다코타주의 기

사우스다코타 주의 기

사우스다코타의 기는 사우스다코타주의 깃발이다. 파란 바탕에 사우스다코타 주의 문장에 새겨져 있는 형태의 기이다.

## 과거의 기

1909~1963년
1963~1992년